# Хомофония
Хомофонията (гр. от homòs – „цял“, „равен“, „еднакъв“ и phone – „глас“, „звук“, „едногласие“) в античната гръцка музикална терминология е имала значение на музика, която се пее в унисон. Терминът „хомофония“ е бил прилаган и в ранното средновековие, където е имал значение на „едногласие“. По-късно (12 – 13 век) придобива значение на солово пеене с инструментален съпровод, носещ импровизационен характер. Такова пеене е практикувано и в Италия, и във Франция през 14 век в рицарските поеми на трубадурите, труверите и минезингерите. В началото на късното средновековие този вид хомофония бил изместен постепенно от развитието на полифонията. Заражда се отново в чрез транскрипции на полифонични пиеси за един глас в различен и обогатен музикален съпровод. Тази практика се утвърждава с разпространението на лютнята и чрез нея главно става подготовката за съвременната хомофония. Около 1600-тната г. терминът се употребява и се прилага при композиции за солово пеене със съпровод и на басо континуо, каквито италианските музиканти (Кавалери, Пери и др.) създават. Най-значителните образци на тази музика са на Качини, отпечатани в Nuove Musiche (1602 г.). Върху новия хомофонен стил се зараждат, формират и доизграждат речитативът, арията, кантатата, ораторията, операта.